# Technomyrmex zimmeri
Technomyrmex zimmeri é uma espécie de formiga do gênero Technomyrmex.